# Gustaf Skotte
Gustaf Adolf Skotte, född den 6 juni 1862 i Nysätra socken, Västerbottens län, död den 1 november 1928 i Örnsköldsvik, var en svensk jurist. 
Skotte blev student vid Uppsala universitet 1882 och avlade examen till rättegångsverken där 1886. Han blev vice häradshövding 1889 och häradshövding i Nätra och Nordingrå domsaga 1900. Skotte blev riddare av Nordstjärneorden 1912.